# Diadems (album)
Singles
1. Encore
Sortie : 12 novembre 2003
2. Celle que je suis
Sortie : 25 février 2004

Diadems est le seul et unique album du groupe Diadems, paru après la saison 3 de Popstars, nommée Popstars : Le Duel. Les Diadems ont été finalistes face au groupe Linkup. Le premier single "Encore" a atteint la 4e place du Top Singles en France.
Les 5 chanteuses du groupe se nomment Alexandra, Angel, Marylore, Ophélie et Pookie.

## Liste des titres
| No  | Titre                                                                  | Auteur                                                                | Producteur(s)                      | Durée |
| --- | ---------------------------------------------------------------------- | --------------------------------------------------------------------- | ---------------------------------- | ----- |
| 1.  | Encore                                                                 | Peter Landin, Kent Larsson, J. Silverman                              | Nicolas Neidhardt                  | 3:14  |
| 2.  | Celle que je suis (Titre original : Everything To Me,)                 | Kenny Gioia, Shep Goodman                                             | Nicolas Neidhardt                  | 3:36  |
| 3.  | La Californie attend                                                   | Danielle Brisebois, Mathias Johansson, Henrik Korpi                   | Nicolas Neidhardt                  | 3:06  |
| 4.  | Je ne t'oublierai pas                                                  | François Welgryn, Patrick Johansson, Linus Nordén                     | Nicolas Neidhardt                  | 3:04  |
| 5.  | Éternel départ                                                         | François Welgryn, Patrick Johansson, Linus Nordén                     | Nicolas Neidhardt                  | 3:35  |
| 6.  | Les garçons dans les magazines (Titre original : Let's Just Go To Bed) | Stella Katsoudas, Henrik Jonbäck, Christian Karlsson, Pontus Winnberg | Nicolas Neidhardt                  | 3:36  |
| 7.  | J'ai déjà donné (Titre original : Satisfy Me)                          | Louise Lolle, Patrick Magnusson, Johan Ramström                       | Nicolas Neidhardt                  | 3:01  |
| 8.  | L'amour à l'amiable                                                    | Lindy Robbins, Jess Cates, Robert Palmer                              | Nicolas Neidhardt                  | 3:24  |
| 9.  | Je vais direct (Titre original : Don't Make Me Wait)                   | Jill Gioia, Jamie Hartman, Marc Nelkin                                | Philippe Falcao, Nicolas Neidhardt | 3:11  |
| 10. | Multipliez-moi                                                         | Julie Cantin, Antoine Essertier, Saad Tabainet                        | Nicolas Neidhardt                  | 4:25  |
| 11. | Toutes ces choses autour (Titre original : Breaking Every Rule)        | Ali Thomson, Johan Bobäck, Joachim Nilsson                            | Nicolas Neidhardt                  | 3:25  |

## Crédits
| - Arnaud Aubaille - arrangement des cordes, programmation - Guillaume Baurez - direction artistique, producteur exécutif pour M6 - Guy Delacroix - basse - Antoine Essertier - arrangeur, guitare, programmation - Philippe Falcao - arrangeur, guitare, pré-production, programmation - Nicolas Garin - ingénieur son, mixage - Christian Geisselmann - photographie - Happydesign - design - Murielle Lefebvre - chœurs | - Rémy Léger - basse - Christian Lieu "Ninjamix" - ProTools - Laura Maurel - direction artistique, productrice exécutive pour M6 - Nicolas Neidhardt - arrangeur, arrangement des cordes, piano, pré-production, programmation - Jost Nickel - batterie - Yves Sanna - batterie - Marie-Jeanne Serrero - arrangement des cordes - Alain Yahmi - direction artistique, producteur exécutif pour ULM |

- "Encore" publié par Melmax Music et Tom Bone Music
- "Celle que je suis" publié par Chrysalis Music Publishing, Chrysalis Songs, Martybags Music Inc. et Noisedog Productions Inc.
- "La Californie attend" publié par Babygator, EMI Music Publishing, Murlyn Songs AB et Universal Music Publishing Ltd.
- "Je ne t'oublierai pas" et "Éternel départ" publiés par Tom Bone Music et Universal Music Publishing France
- "Les garçons dans les magazines" publié par Murlyn Songs AB, Universal Music Publishing Ltd. et Warner/Chappell
- "J'ai déjà donné" publié par Cosmos Songs et Sony/ATV Music Publishing Scandinavia
- "L'amour à l'amiable" publié par My Getaway Driver Music, Peermusic et Polygram/Universal
- "Je vais direct" publié par Chrysalis Songs, Queen B Music, Reverb 2 Music Publishing, Starstreet Music Ltd. et Universal Music Publishing Ltd.
- "Multipliez-moi" publié par Universal Music Publishing France
- "Toutes ces choses autour" publié par Warner/Chappell Music Ltd. et Warner/Chappell Music Scandinavia AB

- Pré-production aux studios Aktion Entertainment, Paris et Polygone Studios
- Enregistré à Polygone Studios
- Cordes enregistrées à Jet Studio
- Mixé au Studio Davout, Paris et Polygone Studios

## Classement
| Pays   | Charts | Meilleure position |
| ------ | ------ | ------------------ |
| France | SNEP   | 102                |